# 80式魚雷
80式（魚雷是日本海上自衛隊所使用的有線導引反潛魚雷。

## 歷史
日本重新配備潛艦後，最初是引進美國製魚雷，在1965年開始進行潛艦用重型魚雷的開發。
日本對魚雷技術的發展包括以過氧化氫為燃燒氧化劑的熱機動力型號與電動推進型號，而80式魚雷技術原型稱為GRZ-1試驗魚雷。GRZ-1採用電動推進，外觀上與美國Mk 37型魚雷類似，性能則遠不如當時已服役的電動魚雷。
80式則是以GRX-1計畫的技術精進，開發代號G-RX，在比MK37更短的體積下滿足更遠距離的射程與更快的速度，作為精進的銀鋅電池則是由湯淺電池公司開發，自衛隊在1980年正式定名，1984年開始量產。取代當時日本在潛艇上使用的美製Mk 37魚雷系列。服役時的器材編號為G-11。

## 內部鏈結
- 魚雷
- 潛艇
- Mk 37型魚雷